# Вершники (фільм, 1939)
«Ве́ршники» (рос. Всадники) — радянський художній фільм 1939 року режисера Ігоря Савченка. За мотивами однойменного роману Юрія Яновського.

## Сюжет
1918 рік, Громадянська війна в Росії. Україна захоплена німецькими окупантами та їхніми поплічниками — українськими націоналістами. Український селянин Яким Недоля, повернувшись у рідне село, не знаходить його — німецька артилерія знищила його. Він клянеться помститися і стає командиром червоного партизанського загону. З'єднавшись з донецьким загоном легендарного командира Чубенка, вершники-партизани ведуть бої з регулярними військами окупантів, і з Червоною армією, що підійшла, виганяють їх з Радянської України.

## У ролях
- Лев Свердлін —  Чубенко, сталевар; командир партизанських загонів
- Степан Шкурат —  Яким Недоля, селянин
- Петро Масоха —  Іван Половець, матрос
- Михайло Трояновський —  Мусій Половець, старий рибалка
- Микола Братерський —  Оверко Половець, син Мусія, зрадник
- Олена Кузьміна —  Оксана Журавленко
- Віктор Аркасов —  товариш з Москви
- Леонід Кміт —  Вася, шахтар
- Мойсей Розін —  Зяма
- Григорій Долгов —  Гурковський, шпигун
- Володимир Освецимський —  Емельсдорф, німецький генерал
- Генріх Грайф —  Фельзен, німецький полковник
- Микола Горлов —  майор Пунцов
- Ганс Клерінг —  німецький солдат, який веде Чубенка на страту
- Дмитро Капка —  поп / партизан / німець
- Лаврентій Масоха —  партизан
- Аркадій Аркадьєв —  міністр
- Дмитро Голубинський —  гість на прийомі
- Дмитро Мілютенко —  гість
- Олександр Гречаний —  селянин

## Знімальна група
- Режисер — Ігор Савченко
- Сценарист — Всеволод Павловський
- Оператор — Володимир Окулич
- Композитор — Сергій Потоцький
- Художник — Милиця Симашкевич